# Anksioznost na delovnem mestu
Anksioznost na delovnem mestu (tudi fobija/tesnobnost na delovnem mestu) je ena od disfunkcij človeka, ki posamezniku onemogoča normalno in učinkovito delovanje na delovnem mestu. Spada pod mentalno motnjo, ki jo je mogoče učinkovito zdraviti, če se posameznik odloči za strokovno pomoč.
Spada med mentalne motnje, ki so značilne za delovna mesta, ki imajo kompleksno stimulirane pogoje za pojav anksioznosti. Ti stimulanti pa so lahko različni predmeti, ljudje ali situacije. Anksioznost na delovnem mestu je definirana kot fobična anksiozna reakcija s simptomi panike, ko posameznik razmišlja o ali se približuje delovnemu mestu. Lahko jo označimo kot primarno in samostojno mentalno motnjo, lahko pa tudi kot sekundarni simptom kakšne druge mentalne bolezni oz. disfunkcije. Ljudje, ki trpijo za anksioznostjo, se neprestano izogibajo delovnega mesta in so zato velikokrat na bolniškem dopustu ali se predčasno upokojijo .

## Razširjenost
Anksiozne motnje so poleg depresije najpogostejše duševne motnje v razvitem svetu. Po najnovejših ocenah v Evropskem prostoru za anksioznimi motnjami trpi 41 milijonov ljudi. K razvoju anksioznih motenj so zlasti nagnjeni tisti ljudje, ki so perfekcionisti, ljudje, ki imajo večjo potrebo po odobravanju s strani okolice, ljudje, ki slabo prenašajo kritiko in imajo močno potrebo imeti kontrolo ter tisti, ki se nagibajo k zanemarjanju občutkov, da so pod stresom. Anksiozne motnje so značilne tako za odraslo populacijo, kot tudi za otroke.

## Dejavniki anksiozne motnje
Poznamo tri skupine dejavnikov, ki vplivajo na pojav anksioznih motenj :

### Dejavniki, ki povečujejo dovzetnost za razvoj anksioznih motenj
- Motnje anksioznosti v družini (genetika)
- Nagnjenost k tesnobi (prirojena)
- Določene osebnostne lastnosti (perfekcionizem, želja in potreba po nadzoru nad položajem, velika potreba po varnosti, nagnjenost k podcenjevanju lastnih sposobnosti reševanja problemov, ipd.)

### Dejavniki, ki sprožijo anksiozne motnje
- dogodki v okolju (neprijetni)
- težave z zdravjem
- Izgube (smrt v družini, prometna nesreča, razpad zveze, denarne težave, izguba delovnega mesta)
- Osamljenost

### Dejavniki, ki vzdržujejo anksiozne motnje
- Splošno nezaupanje vase
- Nezaupanje vase glede zmožnosti dela
- Težave v medosebnih odnosih z drugimi
- Težave v službi, ipd.

Ti različni dejavniki se med seboj prepletajo in tako osebi, ki trpi za anksiozno motnjo, preprečujejo normalno delovanje na delovnem mestu.

## Simptomi
Ljudje z anksiozno motnjo imajo psihološke in telesne simptome. Psihološki simptomi so običajno opazni ves čas, med tem ko telesni le občasno. Ko posameznika napade panike, ki je odraz anksiozne reakcije, pa se ti psihološki in telesni simptomi nepričakovani in nepredvidljivo združijo.

### Psihološki simptomi anksioznosti
- občutek ogroženosti, ki je brez razloga ali vzroka
- napetost in posledično nesposobnost sprostitve
- motnje koncentracije
- zaskrbljenost, ki traja dolgo časa
- motnje spanja
- Občutek nemoči
- Zgodnje zbujanje

### Telesni simptomi anksioznosti (ki se pojavljajo občasno)
- glavoboli
- krči v trebuhu (lahko jih spremljata tudi driska in bruhanje)
- ponavljajoče se odvajanje seča
- potenje, tresavica, zardevanje
- občutek cmoka v grlu

### Psihološki in telesni simptomi skupaj vključujejo
- zadihanost
- potenje, tresavico in slabost
- zavedanje hitrega srčnega utripa
- omotica, izguba zavesti
- strah pred zadušitvijo ali grozečo smrtjo
- občutek nerealnosti dogajanja in strah pred norostjo

## Vrste anksioznih motenj
Anksiozne motnje se razlikujejo med seboj po trajanju in izraženosti anksioznosti, pa tudi po vzroku nastanka. Najbolj pogoste anksiozne motnje so :

### Generalizirana anksioznost
Generalizirana anksioznost je vrsta motnje, pri kateri je prisotna stalna tesnobnost, zaskrbljenost in napetost. Oseba je ves čas v pretiranem strahu pred nesrečo ali pa jo brez pravega razloga nenehno skrbi za lastno zdravje, družino in službo. Velikokrat osebi z generalizirano anksioznostjo vzrok lastne napetosti ni znan. Nenehnih skrbi se ne more otresti, vseeno se pa lahko zaveda njihove nesmiselnosti. Neprestana napetost pri osebi povzroči težave s spanjem, prav tako jo velikokrat spremljajo tudi mnoge telesne težav.

### Panična motnja
Panična motnja je vrsta motnje, pri kateri posameznik doživlja občutke anksioznosti v posameznih napadih. Pojavljajo se brez predhodnega opozorila, so nenadni. Sprožilci paničnih napadov so različne situacije, za njih pa je značilen izrazit strah. Posameznik ima velikokrat občutek, kot da je na pragu smrti. Za to vrsto motnje je pogosta bolečina v prsih, ki osebe spominja na srčni napad. Kljub temu, da so panični napadi kratki, so ponavljajoči in v osebah vzbujajo strah pred prihajajočimi, novimi napadi. Tako se oseba počasi izogiba vsemu, kar bi ga lahko pripeljalo do panike in občutka nemoči.

### Socialna fobija
Socialna fobija je vrsta motnje, za katero je značilen pretiran strah pred drugimi ljudmi, socialnimi interakcijami, ne marajo biti v središču pozornosti. Ko so posamezniki izpostavljeni okolici, je določena intenziteta treme povsem normalna, vendar pa večina ljudi s to motnjo ne mora normalno opravljati svojih vsakodnevnih nalog, saj jim strah to onemogoča. Posameznik se tako počasi izolira od ostalih oseb, na delovnem mestu, ki zahteva stike z ljudmi, pa je zato neuspešen, saj je nesposoben obvladati socialne situacije in interakcije.

### Specifične fobije
Specifične fobije so vrste motenj, pri katerih posameznika spremlja močan strah pred določenim objektom ali situacijo. Kot pogost primer specifičnih fobij je strah pred kačami, mišmi, nevihtami, strah pred letenjem. Čeprav se posameznik fobije zaveda in ve, da je strah nesmiseln, se ga ne more znebiti. Vendar pa se večina ljudi s specifičnimi fobijami izognejo situacijam, ki pripeljejo do močnega strahu in jim tako motnje ne povzročajo prevelikih težav v življenju.

### Obsesivno-kompulzivne motnja
Obsesivno-kompulzivne motnja je vrsta motnje, ki jo spremljajo obsesije, vztrajne in ponavljajoče se misli, predstave ali impulzi. Le-teh pa posameznik nima pod kontrolo. Ponavljajoče se misli, ki se vedno znova vračajo, pri človeku razvijejo izrazit tesnoben občutek, ki ga nato posamezniki skušajo olajšati s kompulzivnimi dejanji.

## Diagnosticiranje
Razlog za pomanjkanje raziskav na to temo lahko najdemo v tem, da nimamo praktičnih instrumentov, specializiranih za merjenje anksioznosti na delovnem mestu. V ta namen je bil razvit samoocenjevalni  vprašalnik Job-Anxiety-Scale (JAS) , ki je velikokrat uporabljen pri diagnosticiranju in raziskovanju te motnje. Za diagnosticiranje uporabljajo tudi strukturirana diagnostična intervjuja MINI in Mini –WAI, vprašalnik o problemih na delovnem mestu WPS (Work Phobia Screening) in check listo za psihosomatske simptome (Symptom Checklist) .
Delovna fobija, kot bi lahko tudi označili anksioznost na delovnem mestu, se največkrat pojavlja med zaposlenimi v pisarnah ali v administracijah, prav tako pa je pogosta tudi med zaposlenimi zdravstvenimi tehniki .

## Zdravljenje
Po navadi posameznik poišče zdravniško ali kakšno drugo strokovno pomoč po tem, ko je poskusil že vse, da bi sebe in svojo tesnobnost/fobijo obvladal, pa je bil pri tem neuspešen oz. se po raznih metodah in dejavnostih zmanjšanja tesnobnosti še vedno ne počuti dobro.
Pri zdravniškem oz. strokovnem zdravljenju anksioznosti na delovnem mestu se večinoma uporablja vedenjsko terapijo s pomembno metodo izpostavljanja. Problematično pa je, da pogoji na delovnem mestu ne morejo biti planirani in kontrolirani s strani terapevta, kar povzroča dodatne težave pri izpostavljanju in načrtnem zdravljenju . Zaradi takšnih nezanesljivih pogojev lahko pride celo do tveganja povečanja fobije.
Terapevtove tehnike pri odpravljanju anksioznosti na delovnem mestu so: opisi in analize situacij in vedenj, razvoj strategij spoprijemanja, ponovni pregled lastnih zahtev pacienta, načela preoblikovanja in upravljanja z anksioznostjo ter obračunavanje s konflikti in ekspozicija sensu .
Specifični terapevtski instrument za zdravljenje pacientove fobije je lahko tudi t. i. terapevtski delavni preizkus. Ideja tega pristopa je, da se pacienta pošlje na hospitalizacijo v izbrano sodelujočo firmo ali delavno mesto, ki je podobna originalni profesionalni poziciji, kjer se je pacientova anksioznost razvila. Ta terapevtski preizkus je posebno koristen v primerih, kjer je delavna fobija presegla eno določeno delavno mesto jo je mogoče širiti tudi na katero koli drugo, kamor bi šel delavec. 
Do sedaj ni nobenih raziskav o farmacevtskem zdravljenju anksioznosti na delavnem mestu.
Anksioznost na delavnem mestu zahteva posebno diagnostično in terapevtsko pozornost ter specifično simptomatsko in kompetence-razvijajoče zdravljenje namesto samega bolniškega dopusta .